# Fernando Tauber
Fernando Alfredo Tauber (Formosa, 31 de mayo de 1956) es un arquitecto y Doctor en Comunicación argentino. Fue Presidente de la Universidad Nacional de La Plata durante dos períodos y, desde 2022, se desempeña como Vicepresidente del Área Académica de esa institución.
Titulado en 1979, ha sido académico en varias facultades de la UNLP, a la que ingresó como docente en 1984. Como profesor e investigador de esta casa de estudios, se ha dedicado a la elaboración de planes estratégicos de desarrollo y diversas investigaciones en planificación, gestión y capacitación territorial, tanto comunitaria como institucional.

## Biografía

### Familia y estudios universitarios
Nació en 1956, en la ciudad de Formosa, de la provincia homónima, Argentina. Al año siguiente, se mudó con sus padres a San Pedro, donde vivió hasta iniciar sus estudios universitarios en la Universidad Nacional de La Plata, en 1974. Casado, con dos hijos y cuatro nietos, se graduó como arquitecto, especializándose en urbanismo, en 1979. Además, en el nivel universitario de posgrado, obtuvo, en 2008, el título de Doctor en Comunicación, expedido por la Facultad de Periodismo y Comunicación Social de la UNLP.

### Docencia e investigación
Ingresó a la docencia de la Universidad Nacional de La Plata en 1984. Es, en la actualidad, Profesor Titular en las materias Teorías y Planificación Territorial, en la carrera de grado de la Facultad de Arquitectura; y de Planificación Estratégica y Comunicación en Instituciones Educativas, en el Doctorado en Comunicación de la Facultad de Periodismo y Comunicación Social. También es Profesor Extraordinario de la UNLP en el rango de Honorario, donde se desempeñó sucesivamente como Director de Asuntos Municipales, Secretario de Extensión, Secretario General, Presidente y Vicepresidente Académico e Institucional.
Es Investigador Categoría I, Director del Laboratorio de Planeamiento y Gestión Estratégica radicado en la Facultad de Arquitectura, Director del Instituto de Investigaciones de Educación Superior de la Facultad de Odontología y fue miembro del Consejo Directivo del Instituto de Investigaciones y Políticas del Ambiente Construido.
Con 17 facultades, 137 carreras de grado, 167 de posgrado, 13.500 docentes y más de 120.000 alumnos, la UNLP es una de las universidades públicas de la República Argentina más representativas y una de las más destacadas de América Latina.

### Función pública

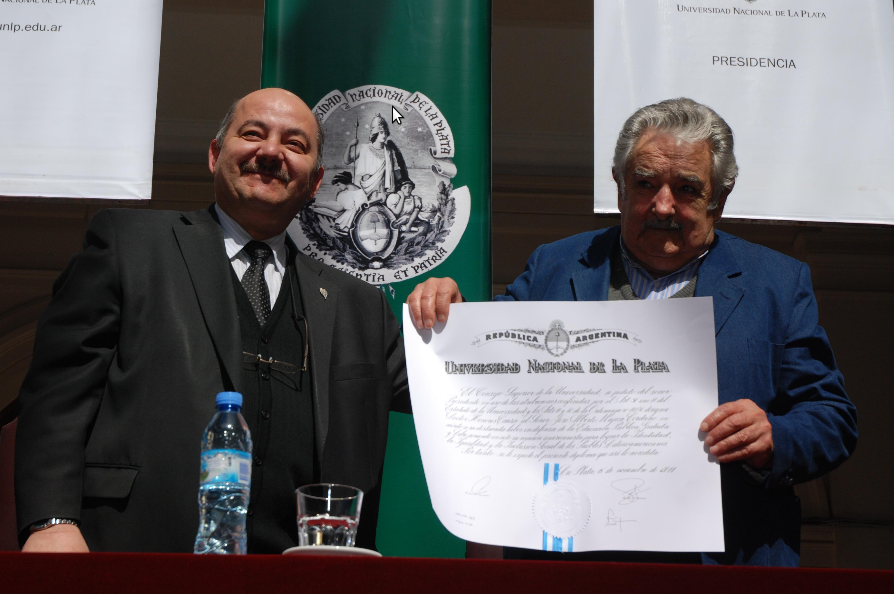
Fernando Tauber, junto al presidente de Uruguay, José Mujica, al entregarle el Doctor honoris causa de la UNLP en 2012.

Fernando Tauber fue Subsecretario de Planeamiento, Subsecretario de Obras y Servicios Públicos y Director de Planificación del Transporte, en la Municipalidad de La Plata. También se desempeñó como asesor de diversos municipios y provincias en ámbitos ejecutivos y legislativos, a la vez que fue Coordinador Ejecutivo en Programas de Financiamiento para Municipios desde el Gobierno Nacional.
Es Director del Programa Institucional «Plan Estratégico de Gestión de la UNLP» desde 2005. Dirigió y participó de planes estratégicos de desarrollo y estudios particularizados de planificación, gestión, capacitación y reconversión territorial, tanto comunitaria como institucional, entre 1988 y 2017, contratado por convenio institucional o por concurso como consultor nacional o internacional, en diversos organismos estatales, provinciales y municipales.

### Presidente de la UNLP
En 2018, se postuló como el único candidato a suceder a Raúl Perdomo y fue nuevamente electo como rector de la Universidad Nacional de La Plata, cargo que ejerció hasta 2022. Resultó elegido con 260 votos, de los 270 asambleístas que representan a todos los claustros de las distintas unidades académicas (docentes, estudiantes, graduados y no docentes) y a los docentes de los Colegios del sistema de pregrado. Fue su segundo mandato en el máximo cargo de la UNLP, luego de su gobierno en el período 2010-2014.

## Premios y distinciones

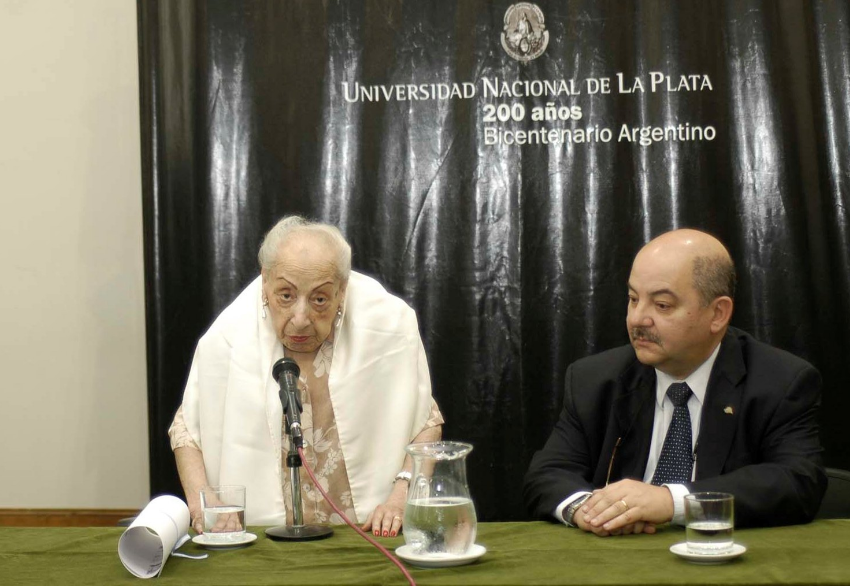
Fernando Tauber, al distinguir, en la UNLP, a Florentina Gómez Miranda.

El 4 de julio de 2012 fue declarado Ciudadano Ilustre de la ciudad de La Plata, siendo distinguido como Ciudadano Honorífico de la ciudad de Ensenada, en noviembre de ese mismo año. En ambos reconocimientos, los mismos se fundamentaron en su labor «por el desarrollo de la región».
En 2013, fue declarado Ciudadano Honorífico de Berisso, mediante un decreto municipal promulgado por el entonces Intendente, Enrique Slezack; asimismo, distinguido como Personalidad Destacada de la Educación Pública de la Provincia de Buenos Aires por Ley Provincial 14.545, votada por unanimidad en ambas Cámaras. Los legisladores se pronunciaron a favor de distinguir «su valioso desempeño en la defensa, mejoramiento y promoción de la educación pública en Argentina».
El 11 de mayo de 2017, Fernando Tauber recibió la Mención de Honor «Senador Domingo Faustino Sarmiento», el máximo reconocimiento que otorga el Senado de la Nación Argentina, a propuesta del senador Jaime Linares. El logro es otorgado a «personas destacadas por su obra emprendedora, destinada a mejorar la calidad de vida de sus semejantes, las instituciones y sus comunidades».
Asimismo, en 2019, la Universidad Nacional de Mar del Plata lo distinguió con el título de Doctor Honoris Causa «en mérito a su destacada trayectoria académica, de gestión y sus aportes a la defensa de la educación pública», según sus principales fundamentos. Un reconocimiento similar obtuvo en 2021 de parte de la Universidad Nacional Guillermo Brown «por sus máximos antecedentes académicos y extensa trayectoria en gestión universitaria, docencia de grado y posgrado, en investigación, extensión, asistencia técnica, cooperación, transferencia e innovación en diferentes ámbitos nacionales e internacionales»; y en 2022, cuando la Universidad de Buenos Aires otorgó esa mención, por primera vez en su historia, a un expresidente de la UNLP. Entre las consideraciones, destacaron «los aportes de Fernando Tauber en defensa de la educación pública de Argentina». Ese año, además, la Universidad Nacional de Quilmes lo condecoró con una Mención Honorífica «por su trayectoria y aporte a la gestión universitaria».
En 2020, la Universidad de Buenos Aires le había otorgado el título de Profesor Extraordinario en carácter Honorario.
Sus investigaciones y estudios fueron publicados en cerca de treinta libros, veinte capítulos, numerosos artículos en revistas científicas o especializadas y en comunicaciones a congresos y seminarios, obteniendo además unos veinte premios y distinciones en concursos de diseño, arquitectura y planeamiento.[cita requerida]
Su último libro, Hacia el segundo manifiesto: los estudiantes universitarios y el reformismo hoy, fue declarado de interés legislativo por la Cámara de Diputados de la provincia de Buenos Aires, el 31 de agosto de 2017.

## Publicaciones académicas
- Tauber, Fernando (2015). Hacia el segundo manifiesto: los estudiantes universitarios y el reformismo hoy. Editorial de la Universidad Nacional de La Plata (EDULP), La Plata, Argentina. ISBN 978-987-1985-63-0.[15]
- Tauber, Fernando (2014). Pensar nuestra universidad: compromiso y gestión (2010-2014). Editorial de la Universidad Nacional de La Plata (EDULP), La Plata, Argentina.
- Tauber, Fernando -Director-; Delucchi, Diego; Martino, Horacio; Pintos, Patricia (2007). La planificación estratégica participativa. Editorial de la Universidad Nacional de La Plata (EDULP), La Plata, Argentina. ISBN 950-34-0340-5.
- Tauber, Fernando; Sánchez, María Beatriz -Compiladores- (2001). Observatorio de calidad de vida de La Plata. Editorial de la Universidad Nacional de La Plata (EDULP), La Plata, Argentina. ISBN 987-98722-07.
- Tauber, Fernando (1999). Municipio y desarrollo: el nuevo desafío. Editorial de la Universidad Nacional de La Plata (EDULP), La Plata, Argentina. ISBN 950-34-0145-3.
- Tauber, Fernando (1997). La mortalidad infantil en el Partido de La Plata. Editorial de la Facultad de Ingeniería, UNLP, La Plata, Argentina.
- Tauber, Fernando -Director-; Delucchi, Diego; Bognanni, Lidia. (1995). La Plata: propuestas para un futuro de progreso. Editorial de la Universidad Nacional de La Plata (EDULP), La Plata, Argentina.
- Tauber, Fernando (1992). Partido de La Plata: reflexiones y datos para una estrategia de desarrollo regional. Editorial del Concejo Deliberante, Municipalidad de La Plata, La Plata, Argentina.